# Collegio uninominale Molise - 01 (Camera dei deputati 2017)
Il collegio elettorale uninominale Molise - 01 è stato un collegio elettorale uninominale della Repubblica Italiana per l'elezione della Camera dei deputati tra il 2017 ed il 2022.

## Territorio
Come previsto dalla legge elettorale italiana del 2017, il collegio era stato definito tramite decreto legislativo all'interno della circoscrizione Molise.
Era formato dal territorio di tutta la provincia di Isernia e dai comuni di Baranello, Bojano, Busso, Campochiaro, Casalciprano, Castelbottaccio, Castropignano, Cercemaggiore, Cercepiccola, Civitacampomarano, Colle d'Anchise, Duronia, Ferrazzano, Fossalto, Gambatesa, Gildone, Guardiaregia, Limosano, Lucito, Mirabello Sannitico, Molise, Montagano, Oratino, Petrella Tifernina, Pietracupa, Riccia, Ripalimosani, Salcito, San Biase, San Giuliano del Sannio, San Massimo, San Polo Matese, Sant'Angelo Limosano, Sepino, Spinete, Torella del Sannio, Trivento, Tufara e Vinchiaturo in provincia di Campobasso.
Il collegio era parte del collegio plurinominale Molise - 01.

## Eletti
| Elezione | Elezione | Deputato             | Partito            |
| -------- | -------- | -------------------- | ------------------ |
|          | 2018     | Rosa Alba Testamento | Movimento 5 Stelle |

## Dati elettorali

### XVIII legislatura
Come previsto dalla legge elettorale, 232 deputati erano eletti con sistema a maggioranza relativa in altrettanti collegi uninominali a turno unico.
| Candidati              | Candidati                      | Voti    | %     | Liste                           | Voti   | %     |
| ---------------------- | ------------------------------ | ------- | ----- | ------------------------------- | ------ | ----- |
|                        | Rosa Alba Testamento ✔️ Eletto | 33 065  | 40,96 | Movimento 5 Stelle              | 33 065 | 40,96 |
|                        | Mario Pietracupa               | 29 144  | 36,10 | Forza Italia                    | 17 018 | 21,08 |
| Lega                   | Mario Pietracupa               | 29 144  | 36,10 | 7 922                           | 9,81   |       |
| Fratelli d'Italia      | Mario Pietracupa               | 29 144  | 36,10 | 2 549                           | 3,16   |       |
| Noi con l'Italia - UDC | Mario Pietracupa               | 29 144  | 36,10 | 1 655                           | 2,05   |       |
|                        | Maria Teresa D'Achille         | 13 211  | 16,36 | Partito Democratico             | 11 097 | 13,75 |
| Civica Popolare        | Maria Teresa D'Achille         | 13 211  | 16,36 | 843                             | 1,04   |       |
| +Europa                | Maria Teresa D'Achille         | 13 211  | 16,36 | 813                             | 1,01   |       |
| Italia Europa Insieme  | Maria Teresa D'Achille         | 13 211  | 16,36 | 458                             | 0,57   |       |
|                        | Danilo Leva                    | 2 586   | 3,20  | Liberi e Uguali                 | 2 586  | 3,20  |
|                        | Luigino Vitulli                | 824     | 1,02  | Potere al Popolo!               | 824    | 1,02  |
|                        | Agostino Di Giacomo            | 709     | 0,88  | CasaPound                       | 709    | 0,88  |
|                        | Michele Piunno                 | 367     | 0,45  | Partito Comunista               | 367    | 0,45  |
|                        | Paola Perpetua                 | 326     | 0,40  | Partito Valore Umano            | 326    | 0,40  |
|                        | Diego Scarano                  | 318     | 0,39  | Italia agli Italiani            | 318    | 0,39  |
|                        | Luca Longobardi                | 130     | 0,16  | Blocco Nazionale per le Libertà | 130    | 0,16  |
|                        | Luca Faini Bartolini           | 50      | 0,06  | PRI - ALA                       | 50     | 0,06  |
| Totale                 | Totale                         | 80 730  | 100   |                                 | 80 730 | 100   |
|                        |                                |         |       |                                 |        |       |
| Voti non validi        | Voti non validi                | 4 063   | 4,79  |                                 |        |       |
| Votanti                | Votanti                        | 84 793  | 69,94 |                                 |        |       |
| Elettori               | Elettori                       | 121 234 |       |                                 |        |       |